# Florence Ajayi
Florence Kikelomo Ajayi (28 de abril de 1977) é uma futebolista nigeriana que atua como defensora.

## Carreira
Florence Ajayi integrou o elenco da Seleção Nigeriana de Futebol Feminino, nas Olimpíadas de 2000 e 2008. 